# Beaufort-Orbagna
Beaufort-Orbagna é uma comuna francesa na região administrativa da Borgonha-Franco-Condado, no departamento de Jura. Estende-se por uma área de 13.11 km². Em 2010 a comuna tinha 1 394 habitantes (densidade: 106,3 hab./km²).
Foi criada em 1 de janeiro de 2019, a partir da fusão das antigas comunas de Beaufort (sede da comuna) e Orbagna.